# Mosquée-Ziara de Polé
La mosquée-ziara de Polé est une ancienne mosquée française située à Dzaoudzi sur la Petite-Terre de Mayotte. Aujourd’hui en ruines, elle est classée monument historique en 2017.

### Articles annexes
- Liste des monuments historiques de Mayotte